# 1901 na ciência

## Eventos
- 19 de outubro - Circunavegação da Torre Eiffel por Alberto Santos Dumont, no dirigível N-6, que lhe vale o Prêmio Deutsch no dia 4 do mês seguinte, no valor acumulado de 129.000 francos.
- Eugène-Anatole Demarçay descobre o elemento químico Európio.
- Isolamento do elemento químico Európio[1]

### Fisiologia e medicina
Doenças
- 25 de novembro - Auguste Deter é examinado pela primeira vez por Alois Alzheimer em Frankfort levando ao diagnóstico do Alzheimer.[2]
- William C. Gorgas controla a disseminação da febre amarela em Cuba através de um programa de erradicação de mosquisto.[3]
- Georg Kelling de Dresden realiza a primeira laparoscopia, em um cachorro.[4]

Sangue
- Um melhorado Esfigmomanômetro, para a medição da pressão sanguínea, é inventado e popularizado por Harvey Cushing.
- Karl Landsteiner descobre a existência de diferentes grupos sanguíneos humanos.

Fisiologia
- Epinefrina é redescoberta por Jokichi Takamine, que a nomeia adrenalina.
- Ivan Pavlov desenvolve a teoria do "reflexo condicional".[5]

## Nascimentos
| Data            | Nome                                | Profissão                                              | Nacionalidade               | Observações                                                                       | Ref                  |
| --------------- | ----------------------------------- | ------------------------------------------------------ | --------------------------- | --------------------------------------------------------------------------------- | -------------------- |
| 3 de Janeiro    | Eric Voegelin                       | filósofo e cientista político                          | Alemanha                    | m. 1985                                                                           |                      |
| 14 de janeiro   | Alfred Tarski                       | lógico, matemático e filósofo                          | Polónia                     | m. 1983                                                                           |                      |
| 18 de janeiro   | Ivan Petrovsky                      | matemático                                             | União Soviética             | m. 1973                                                                           |                      |
| 28 de fevereiro | Linus Pauling                       | químico                                                | Estados Unidos              | m. 1994 Nobel da Química 1954 Medalha de Ouro Lomonossov 1977 Nobel da Paz 1962   | [ 6 ] [ 7 ]          |
| 2 de março      | Grete Hermann                       | filósofa e matemática                                  | Alemanha                    | m. 1984                                                                           |                      |
| 25 de março     | Raymond Firth                       | etnólogo                                               | Reino Unido (Nova Zelândia) | m. 2002                                                                           |                      |
| 26 de março     | Louis Leprince-Ringuet              | físico, engenheiro, historiador de ciências e ensaísta | França                      | m. 2000                                                                           |                      |
| 18 de abril     | Bento de Jesus Caraça               | matemático                                             | Portugal                    | m. 1948                                                                           |                      |
| 18 de maio      | Vincent du Vigneaud                 | químico                                                | Estados Unidos              | m. 1978 Nobel da Química 1955 Prémio Albert Lasker de Pesquisa Médica Básica 1948 | [ 6 ] [ 8 ]          |
| 18 de maio      | Robert Ochsenfeld                   | físico                                                 | Alemanha                    | m. 1993                                                                           |                      |
| 19 de maio      | Nikolai Kochin                      | matemático                                             | União Soviética             | m. 1944                                                                           |                      |
| 21 de maio      | Arthur Wallis Exell                 | botânico                                               | Reino Unido                 | m. 1993                                                                           |                      |
| 23 de julho     | Den Hartog                          | professor de engenharia mecânica                       | Países Baixos               | m. 1989 Medalha Timoshenko 1972                                                   | [ 9 ]                |
| 8 de agosto     | Ernest Orlando Lawrence             | fisico                                                 | Estados Unidos              | m. 1958 Nobel da Física 1939 Medalha Hughes 1937 Prémio Enrico Fermi 1957         | [ 10 ] [ 11 ] [ 12 ] |
| 10 de agosto    | Franco Rasetti                      | físico                                                 | Itália                      | m. 2001                                                                           |                      |
| 11 de agosto    | Carlos Bernardo González Pecotche   | pensador criador da Logosofia                          | Argentina                   | m. 1963                                                                           |                      |
| 15 de agosto    | Ladislaus Laszlo Marton             | físico                                                 | Áustria-Hungria             | m. 1979                                                                           |                      |
| 17 de agosto    | Francis Henri Jean Siegfried Perrin | físico                                                 | França                      | m. 1992                                                                           |                      |
| 19 de setembro  | Ludwig von Bertalanffy              | biólogo                                                | Áustria                     | m. 1972                                                                           |                      |
| 22 de setembro  | Charles Huggins                     | fisiologista                                           | Canadá / Estados Unidos     | m. 1997 Nobel de Fisiologia ou Medicina 1966                                      | [ 13 ]               |
| 28 de setembro  | Kurt Otto Friedrichs                | matemático                                             | Alemanha / Estados Unidos   | m. 1982                                                                           |                      |
| 29 de setembro  | Enrico Fermi                        | físico                                                 | Itália                      | m. 1954 Nobel da Física 1938 Medalha Hughes 1942 Medalha Max Planck 1954          | [ 10 ] [ 11 ] [ 14 ] |
| 8 de outubro    | Marcus Oliphant                     | físico                                                 | Austrália                   | m. 2000 Medalha Hughes 1943                                                       | [ 11 ]               |
| 26 de outubro   | Herman Auerbach                     | matemático                                             | Polónia                     | m. 1942                                                                           |                      |
| 28 de outubro   | Walter Spalding                     | historiador e escritor                                 | Brasil                      | m. 1976                                                                           |                      |
| 18 de novembro  | George Gallup                       | estatístico                                            | Estados Unidos              | m. 1984                                                                           |                      |
| 2 de dezembro   | George Temple                       | matemático, físico e monge                             | Reino Unido                 | m. 1992 Medalha Sylvester 1970                                                    | [ 15 ]               |
| 5 de dezembro   | Werner Karl Heisenberg              | físico                                                 | Alemanha                    | m. 1976 Nobel da Física 1932 Medalha Max Planck 1933                              | [ 10 ] [ 14 ]        |
| 20 de dezembro  | Robert Jemison van de Graaff        | físico                                                 | Estados Unidos              | m. 1967                                                                           |                      |
| ??              | Mário Augusto da Silva              | cientista                                              | Portugal                    | m. 1977                                                                           |                      |
| ??              | Miguel Mauricio da Rocha            | engenheiro, banqueiro e professor                      | Brasil                      | m. 1970                                                                           |                      |

## Mortes
| Data          | Nome                      | Profissão                                     | Nacionalidade  | Observações                                                                  | Ref           |
| ------------- | ------------------------- | --------------------------------------------- | -------------- | ---------------------------------------------------------------------------- | ------------- |
| 14 de janeiro | Charles Hermite           | matemático                                    | França         | n. 1822                                                                      |               |
| 8 de abril    | Giulio Bizzozero          | médico e pesquisador                          | Itália         | n. 1846                                                                      |               |
| 16 de abril   | Henry Augustus Rowland    | físico                                        | Estados Unidos | n. 1848 Medalha Matteucci 1895 Prémio Rumford 1883 Medalha Henry Draper 1890 | [ 16 ] [ 17 ] |
| 30 de maio    | Victor D'Hondt            | matemático                                    | Bélgica        | n. 1841                                                                      |               |
| 4 de julho    | Peter Guthrie Tait        | físico e matemático                           | Reino Unido    | n. 1831 Medalha Real 1886                                                    | [ 18 ]        |
| 9 de agosto   | Henrique de Orléans       | escritor, naturalista, fotógrafo e explorador | França         | n. 1867                                                                      |               |
| ??            | Christian Frederik Lütken | narturalista                                  | Dinamarca      | n. 1827                                                                      |               |

## Prémios

### Medalha Bigsby
- George William Lamplugh[19]

### Medalha Copley
- Willard Gibbs[20]

### Medalha Davy
- George Downing Living[21]

### Medalha Guy de prata
- Thomas A. Welton[22]

### Medalha Lyell
- Ramsay Heatley Traquair[23]

### Medalha de Ouro da Royal Astronomical Society
- Edward Charles Pickering[24]

### Medalha Matteucci
- Guglielmo Marconi[16]

### Medalha Murchison
- Alfred John Jukes-Browne[25]

### Medalha Real
- William Edward Ayrton[26], William Thomas Blanford[26]

### Medalha Sylvester
- Henri Poincaré[27]

### Medalha Wollaston
- Charles Barrois[28]

### Prémio Nobel
- Física - Wilhelm Conrad Röntgen[10]
- Química - Jacobus Henricus van 't Hoff, pela descobertas das leis das dinâmicas químicas e pressão osmótica em soluções.[6]
- Nobel de Fisiologia ou Medicina - Emil Adolf von Behring[13]

### Prémio Rumford
- Elihu Thomson[17]